# Звіриничі (Логойський район)
Звіриничі (біл. вёска Звярынычы) —  село в складі Логойського району Мінської області, Білорусь. Село підпорядковане Гайнинській сільській раді і розташоване в північній частині області.